# Michał Przerwa-Tetmajer (architekt)

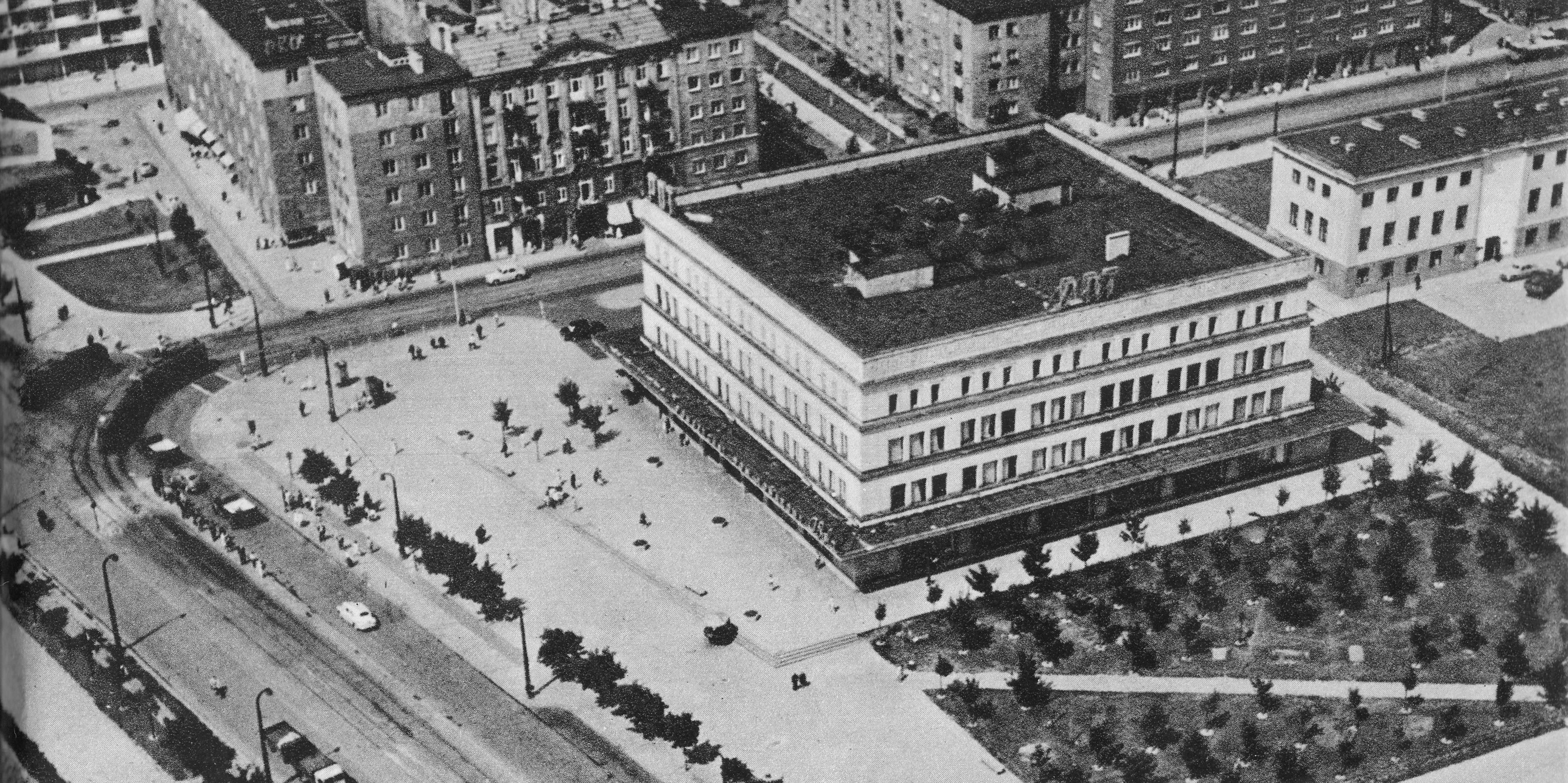
Dom Towarowy Wola w Warszawie (1956)

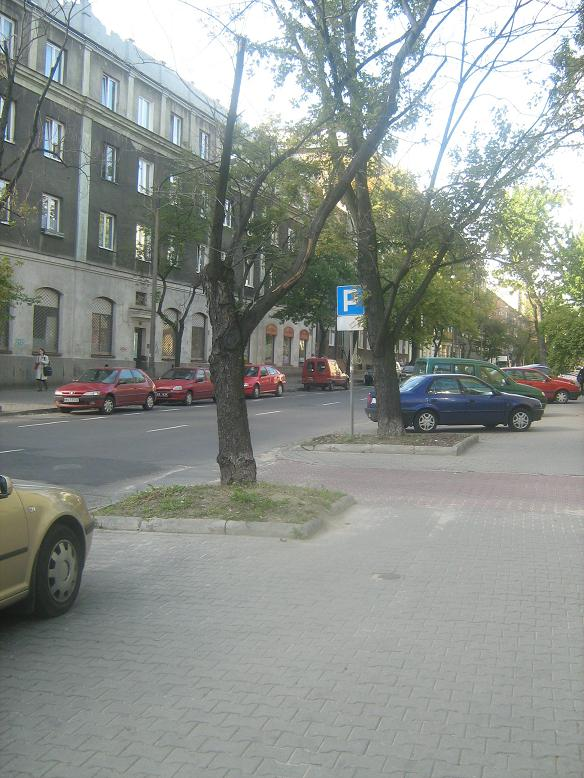
Zabudowa ulicy Płockiej, proj. Michał Przerwa-Tetmajer i Jadwiga Guzicka (1953)

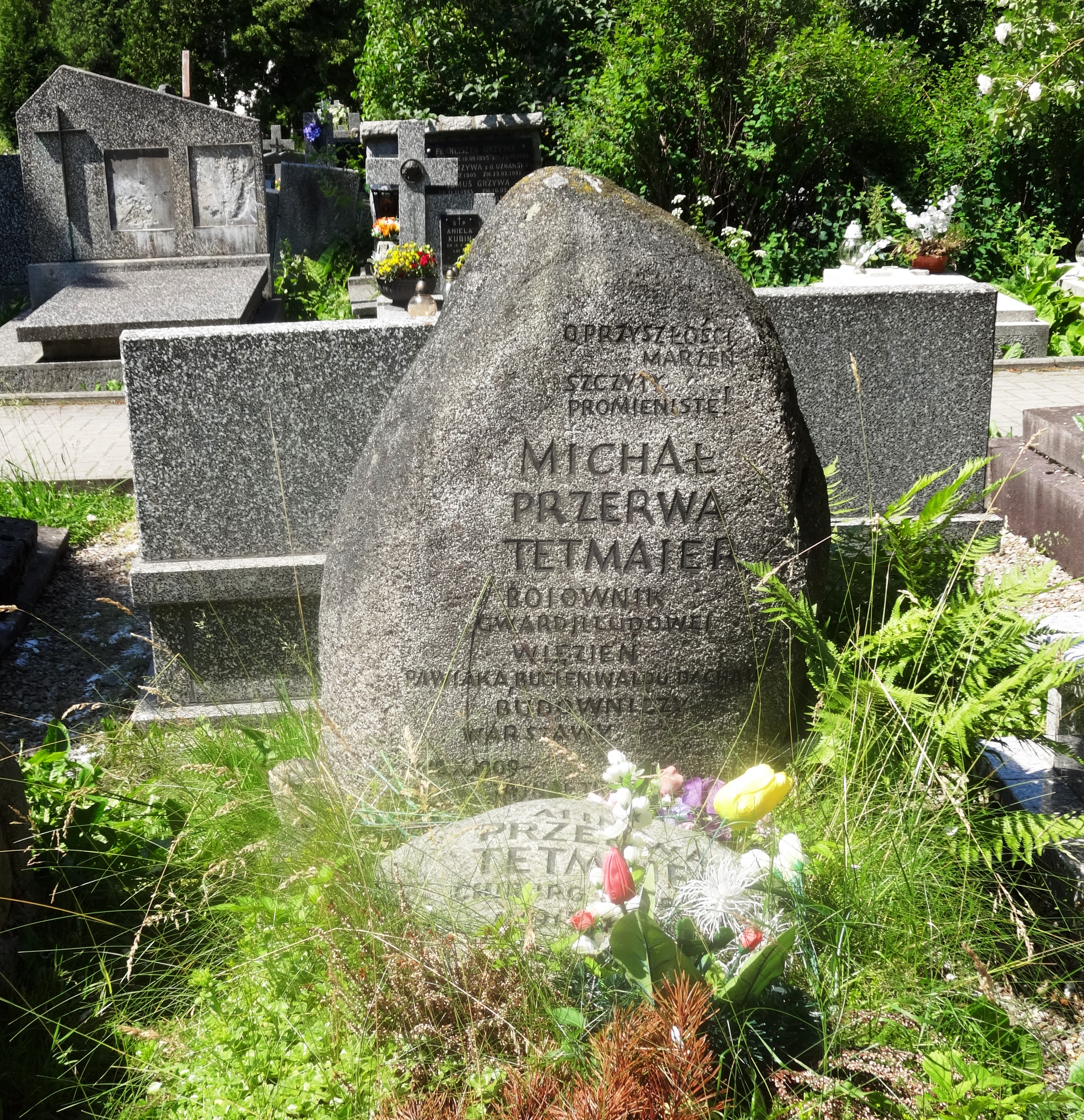
Kamień nagrobny Michała Przerwy-Tetmajera na Nowym Cmentarzu w Zakopanem

Michał Przerwa-Tetmajer (ur. 5 września 1905 w Warszawie, zm. 20 lutego 1956 w Tatrach) – polski architekt.

## Życiorys
Pochodził ze znanej rodziny Tetmajerów. Jego ojciec był stryjecznym bratem Włodzimierza i Kazimierza – przyrodnich braci.
Przed 1939 studiował na Wydziale Architektury na Politechnice Warszawskiej, ale studia przerwał wybuch II wojny światowej. We wrześniu 1939 Michał Przerwa-Tetmajer ewakuował się wraz z rodziną do Lwowa, tam poślubił Alinę z Dąbrowskich (1915–1996). Po wkroczeniu do Lwowa armii niemieckiej 22 czerwca 1941 powrócił do Warszawy, szybko nawiązał kontakt z przedwojennym środowiskiem architektów i rozpoczął pracę w Stołecznym Przedsiębiorstwie Budowlanym w charakterze technika budowlanego. Od września 1941 rozpoczął pracę w Pracowni Architektoniczno-Urbanistycznej, gdzie razem z Szymonem Syrkusem pracował nad projektem osiedla Rakowiec, które planowano wybudować po zakończeniu wojny. Był członkiem Polskiej Partii Robotniczej i żołnierzem Gwardii Ludowej, pełnił funkcję łącznika Sztabu Głównego i ośrodków dzielnicowych. Po aresztowaniu 7 lipca 1943 został na uwięziony na Pawiaku, skąd 30 lipca 1944 przetransportowano go do obozu Gross-Rosen (Alina Przerwa-Tetmajer wymienia również KL Dachau i Buchenwald).
Po zakończeniu działań wojennych powrócił do Warszawy, gdzie zaangażował się w działalność Polskiej Partii Robotniczej. Z jej ramienia skierowano go do pracy Biurze Projektowym ZOR (Zakładu Osiedli Robotniczych) przy Biurze Odbudowy Stolicy kierowanym przez Józefa Sigalina. W 1949 ukończył studia i obronił dyplom. W pracowni tworzył duet projektowy z Jadwigą Guzicką. Obojgu powierzono do realizacji potężny projekt, zabudowę zrujnowanego centrum Woli. W ramach Planu 6 letniego powstał projekt kompletnego założenia architektonicznego osiedli Młynów I, II i IV oraz kwartał zabudowy Muranowa Zachodniego pomiędzy ulicami Smoczą, Nowolipkami a Bellottiego, które jako rozpoczęte jeszcze w latach 40. odznaczały się kameralnym charakterem oraz funkcjonalizmem. Najbardziej znanym budynkiem zaprojektowanym przez Michała Przerwę-Tetmajera jest Dom Towarowy na Woli. 
W dniach 6–10 maja 1955 brał udział w zorganizowanej przez Biuro Urbanistyczne Warszawy trzydniowej konferencji SARP dotyczącej planu urbanistycznego Śródmieścia, przy którego realizacji miał brać udział. Architekt zginął w lawinie podczas wspinaczki w Tatrach w dniu 20 lutego 1956. Ciało odnaleziono 6 maja 1956 i pochowano na Nowym Cmentarzu w Zakopanem (kw. F4-1-25).

## Realizacje
Kolonie domków jednorodzinnych
- ul. Księcia Janusza
- ul. Elekcyjna
- ul. Górczewska

Osiedla mieszkaniowe
- Muranów Zachodni
- Młynów I i II (rejon ul. Młynarskiej i ul. Leszno) – współautor Jadwiga Guzicka
- Młynów III (ul. Nowa Zawiszy – Kolej Obwodowa) – współautor Jadwiga Guzicka
- Młynów IV (rejon ul. Płockiej)

Obiekty użytkowe
- PDT Wola
- Infrastruktura socjalna osiedla Młynów